# Calamagrostis alajica
Calamagrostis alajica är en gräsart som beskrevs av Dmitrij Litvinov. Calamagrostis alajica ingår i släktet rör, och familjen gräs. Inga underarter finns listade i Catalogue of Life.